# Nancy Hollister
Nancy Putnam Hollister (* 22. Mai 1949 in Marietta, Ohio) ist eine US-amerikanische Politikerin. Sie war zwischen 1998 und 1999 für zwölf Tage Gouverneurin des Bundesstaates Ohio.

## Werdegang
Nancy Hollister besuchte die Kent State University. Danach war sie als Hausfrau tätig. Erst 1980 betrat sie die politische Bühne. In diesem Jahr wurde sie als Kandidatin der Republikanischen Partei in den Stadtrat von Marietta gewählt. Dort verblieb sie bis 1984. Von 1984 bis 1991 war sie als erste Frau Bürgermeisterin dieser Stadt. Danach gehörte sie zum Beraterstab von Gouverneur George Voinovich, der sie im Jahr 1994 zu seiner Kandidatin für das Amt der Vizegouverneurin nominierte. Damit fungierte sie in Voinovichs zweiter Amtszeit als dessen Stellvertreterin.
Als Voinovich am 31. Dezember 1998 aufgrund seiner Wahl in den US-Senat zurücktrat, musste sie dessen noch bis zum 11. Januar 1999 laufende Amtszeit beenden. Damit war sie die erste Frau, die das Amt des Gouverneurs von Ohio, wenn auch nur für zwölf Tage, ausübte. Es war die kürzeste Regierungszeit eines Gouverneurs von Ohio. Aufgrund der Kürze ihrer Amtszeit konnte sie keine politischen Akzente setzen. Schon am 11. Januar 1999 übergab sie das Amt an den neu gewählten Gouverneur Bob Taft. Zwischen 2001 und 2005 war Hollister Abgeordnete im Repräsentantenhaus von Ohio.
Sie ist mit Jeff Hollister verheiratet, mit dem sie fünf Kinder hat.